# Conus aspersus
Conus aspersus é uma espécie de gastrópode do gênero Conus, pertencente à família Conidae.